# Conny Jackel
Horst Konrad „Conny“ Jackel (* 30. August 1931 in Offenbach am Main; † 28. April 2008 in Bad Nauheim) war ein deutscher Jazzmusiker. Er spielte Trompete und Flügelhorn.

## Leben
Jackel, der zunächst als Stahlbaumonteur arbeitete, besuchte 1951 das Konservatorium und spielte ab 1952 in den Clubs der US-Armee in Frankreich, den Niederlanden und Deutschland. 1955 wurde er Mitglied der Helmut Brandt Combo und trug zu deren Erfolg bei. 1959 ging er zur gleichfalls anspruchsvolle Arrangements spielenden Media Band von Harald Banter nach Köln. 1961 wechselte Jackel ins Orchester Erwin Lehn nach Stuttgart, wo er mit Miles Davis, Chet Baker, Dizzy Gillespie,  Rolf Kühn (Gäste bei Horst Jankowski) und Frank Sinatra auf der Bühne stand.
Von 1964 bis 1969 war er Mitglied in dem von Albert Mangelsdorff geleiteten Jazzensemble des Hessischen Rundfunks. Ab 1967 spielte er als Erster Trompeter im Tanzorchester des Hessischen Rundfunks unter Willy Berking und in der hr-Bigband unter der Leitung von Heinz Schönberger. Daneben trat er zunächst auch mit Joki Freund und Rudi Sehring sowie mit Attila Zoller und mit Charly Antolini auf; er machte auch Aufnahmen mit Gustl Mayers Swing All Stars und dem Trio von Manfred Kullmann. Anschließend war er Mitglied der Hanauer Jazzband Sugar Foot Stompers und spielte mit anderen traditionellen Bands der Region (zum Beispiel der Phoenix Jazzband aus Offenbach am Main).
Nach einer Krebserkrankung, in deren Folge Jackels Unterkiefer amputiert wurde, musste er 1999 das Trompetenspiel aufgeben; gelegentlich war er unter anderem bei den Bookreaders als Schlagzeuger aktiv. Für seine Verdienste um den Jazz wurde er am 9. September 2006 auf der historischen Ronneburg zum Ritter der Ronneburg geschlagen. Conny Jackel starb nach langer Krankheit an den Folgen einer Operation in einer Bad Nauheimer Klinik.

## Zitate
Sein Leitspruch aus Ami-Club-Zeiten lautete „No beer – no music!“.

## Lexigraphischer Eintrag
- Carlo Bohländer, Karl Heinz Holler: Reclams Jazzführer (= Reclams Universalbibliothek. Nr. 10185/10196). Reclam, Stuttgart 1970, ISBN 3-15-010185-9.